# Serrungarina
Serrungarina là một đô thị ở tỉnh Pesaro và Urbino trong vùng Marche, nằm cách 50 km về phía tây bắc của Ancona và khoảng 20 km về phía nam của Pesaro. Tại thời điểm ngày 31 tháng 12 năm 2004, đô thị này có dân số 2.261 và diện tích là 23 km².
Đô thị Serrungarina có các frazioni (các đơn vị trực thuộc, chủ yếu là các làng) Bargni, Pozzuolo, và Tavernelle.
Serrungarina giáp các đô thị sau: Cartoceto, Mombaroccio, Monteciccardo, Montefelcino, Montemaggiore al Metauro, Orciano di Pesaro, Saltara, Sant'Ippolito.